# Eric Peters
Pour les articles homonymes, voir Peters.
Pas d'image ? Cliquez ici

a Compétitions nationales et continentales officielles uniquement.

b Matchs officiels uniquement.
Dernière mise à jour le 18 novembre 2024.
Eric William Peters, est né le 28 janvier 1969 à Glasgow. C’est un joueur de rugby à XV qui a joué avec l'équipe d'Écosse, évoluant au poste de troisième ligne (1,95 m et 104 kg).

## Carrière
Il a disputé son premier test match le 21 janvier 1995 contre l'équipe du Canada. Il a disputé son dernier test match le 20 mars 1999 contre l'équipe d'Irlande.
Il fut une fois capitaine de l'équipe d'Écosse en 1999.

## Palmarès
- 29 sélections (+ 4 non officielles)
- Sélections par années : 9 en 1995, 8 en 1996, 2 en 1997, 6 en 1998, 4 en 1999
- Tournois des Cinq Nations disputés: 1995, 1996, 1998, 1999